# Nederlandse kampioenschappen atletiek 1984
In 1984 werden de Nederlandse kampioenschappen atletiek gehouden op 23 en 24 juni in stadion De Baandert in Sittard. Voor de olympische kandidaten onder de atleten vormden deze kampioenschappen een laatste kans voor het veroveren van een olympisch ticket voor de Olympische Spelen in Los Angeles, die ruim een maand later van start zouden gaan.
De 10.000 m voor mannen en 5000 m voor vrouwen vonden plaats op 5 mei 1984 tijdens een door atletiekvereniging De Spartaan in Lisse georganiseerde wedstrijd.

## Uitslagen

### 100 m
| rang   | atleet                | prestatie |
| ------ | --------------------- | --------- |
| Goud   | Peter van der Heijden | 10,54 s   |
| Zilver | Sammy Monsels         | 10,68 s   |
| Brons  | Achmed de Kom         | 10,87 s   |

| rang   | atlete       | prestatie            |
| ------ | ------------ | -------------------- |
| Goud   | Els Vader    | 11,25 s (+ 2,32 m/s) |
| Zilver | Nelli Cooman | 11,26 s (+ 2,32 m/s) |
| Brons  | Martha Derby | 11,99 s (+ 2,32 m/s) |

### 200 m
| rang   | atleet          | prestatie |
| ------ | --------------- | --------- |
| Goud   | Achmed de Kom   | 21,32 s   |
| Zilver | Henk Brouwer    | 21,49 s   |
| Brons  | Jeroen Ooievaar | 21,62 s   |

| rang   | atlete         | prestatie |
| ------ | -------------- | --------- |
| Goud   | Els Vader      | 22,90 s   |
| Zilver | Mirian Knijn   | 23,95 s   |
| Brons  | Tineke Hidding | 24,11 s   |

### 400 m
| rang   | atleet          | prestatie |
| ------ | --------------- | --------- |
| Goud   | Allan Ellsworth | 46,65 s   |
| Zilver | Harry Schulting | 46,99 s   |
| Brons  | Wim Cools       | 47,17 s   |

| rang   | atlete           | prestatie |
| ------ | ---------------- | --------- |
| Goud   | Desiree de Leeuw | 53,49 s   |
| Zilver | Tilly Verhoef    | 54,42 s   |
| Brons  | Ingrid Stoot     | 54,67 s   |

### 800 m
| rang   | atleet          | prestatie |
| ------ | --------------- | --------- |
| Goud   | Rob Druppers    | 1.49,15   |
| Zilver | Han Kulker      | 1.49,84   |
| Brons  | Arjen Visserman | 1.50,67   |

| rang   | atlete          | prestatie |
| ------ | --------------- | --------- |
| Goud   | Elly van Hulst  | 2.04,29   |
| Zilver | Krista Aukema   | 2.06,32   |
| Brons  | Jacky Winkelman | 2.06,40   |

### 1500 m
| rang   | atleet         | prestatie |
| ------ | -------------- | --------- |
| Goud   | Rob Druppers   | 3.45,08   |
| Zilver | Ed van Gemeren | 3.46,65   |
| Brons  | Marc Borghans  | 3.46,92   |

| rang   | atlete         | prestatie |
| ------ | -------------- | --------- |
| Goud   | Elly van Hulst | 4.22,11   |
| Zilver | Tineke Kluft   | 4.24,10   |
| Brons  | Karin de Nijs  | 4.25,23   |

### 5000 m/3000 m
| rang   | atleet         | prestatie |
| ------ | -------------- | --------- |
| Goud   | Marti ten Kate | 13.49,83  |
| Zilver | Klaas Lok      | 13.50,61  |
| Brons  | Tonnie Dirks   | 14.00,23  |

| rang   | atlete          | prestatie |
| ------ | --------------- | --------- |
| Goud   | Elly van Hulst  | 9.12,35   |
| Zilver | Carla Beurskens | 9.22,25   |
| Brons  | Tineke Kluft    | 9.35,12   |

### 10.000 m/ 5000 m[1]
| rang   | atleet     | prestatie |
| ------ | ---------- | --------- |
| Goud   | Klaas Lok  | 29.20,31  |
| Zilver | Tony Dirks | 29.32,02  |
| Brons  | Joost Borm | 29.33,04  |

| rang   | atlete         | prestatie |
| ------ | -------------- | --------- |
| Goud   | Elly van Hulst | 15.50,11  |
| Zilver | Tineke Kluft   | 17.09,40  |
| Brons  | Irene Wentzel  | 17.12,83  |

### 110 m horden/100 m horden
| rang   | atleet         | prestatie |
| ------ | -------------- | --------- |
| Goud   | Ysbrand Visser | 14,40 s   |
| Zilver | Freddy Burgos  | 14,66 s   |
| Brons  | Nick Mosselman | 14,91 s   |

| rang   | atlete            | prestatie |
| ------ | ----------------- | --------- |
| Goud   | Tineke Hidding    | 13,75 s   |
| Zilver | Marjon Wijnsma    | 13,84 s   |
| Brons  | Peggy van Dinther | 14,20 s   |

### 400 m horden
| rang   | atleet           | prestatie |
| ------ | ---------------- | --------- |
| Goud   | Harry Schulting  | 50,72 s   |
| Zilver | Marco Beukenkamp | 52,94 s   |
| Brons  | Menno Swier      | 53,23 s   |

| rang   | atlete          | prestatie |
| ------ | --------------- | --------- |
| Goud   | Olga Commandeur | 58,26 s   |
| Zilver | Ingrid Stoot    | 58,62 s   |
| Brons  | Edith Radder    | 60,41 s   |

### 3000 m steeple
| rang   | atleet           | prestatie |
| ------ | ---------------- | --------- |
| Goud   | Hans Koeleman    | 8.29,24   |
| Zilver | Herman Hofstee   | 8.51,07   |
| Brons  | William Slotboom | 8.58,77   |

### 20 km snelwandelen
| rang   | atleet                     | prestatie |
| ------ | -------------------------- | --------- |
| Goud   | Frank van Ravensberg       | 1:29.37,5 |
| Zilver | Dirk Maassen van den Brink | 1:37.30,0 |
| Brons  | Harry Schmitz              | 1:41.24,3 |

### Verspringen
| rang   | atleet             | prestatie |
| ------ | ------------------ | --------- |
| Goud   | Emiel Mellaard     | 7,84 m    |
| Zilver | Frans Maas         | 7,66 m    |
| Brons  | Chris Leeuwenburgh | 7,51 m    |

| rang   | atlete           | prestatie |
| ------ | ---------------- | --------- |
| Goud   | Tineke Hidding   | 6,47 m    |
| Zilver | Edine van Heezik | 6,26 m    |
| Brons  | Marjon Wijnsma   | 6,15 m    |

### Hink-stap-springen
| rang   | atleet                | prestatie |
| ------ | --------------------- | --------- |
| Goud   | Anne Jan van de Veen  | 15,80 m   |
| Zilver | Aafbrecht van de Veen | 15,40 m   |
| Brons  | Paul Lucassen         | 15,21 m   |

### Hoogspringen
| rang   | atleet           | prestatie |
| ------ | ---------------- | --------- |
| Goud   | Marco Schmidt    | 2,12 m    |
| Zilver | Raymond de Vries | 2,06 m    |
| Brons  | Eric Rollenberg  | 2,06 m    |

| rang   | atlete          | prestatie |
| ------ | --------------- | --------- |
| Goud   | Marjon Wijnsma  | 1,84 m    |
| Zilver | Jolanda Bleeker | 1,78 m    |
| Brons  | Ella Wijnants   | 1,75 m    |

### Polsstokhoogspringen
| rang   | atleet             | prestatie |
| ------ | ------------------ | --------- |
| Goud   | Chris Leeuwenburgh | 5,20 m    |
| Zilver | Arno Tavenier      | 4,90 m    |
| Brons  | Gijsbert de Ruiter | 4,90 m    |

### Kogelstoten
| rang   | atleet        | prestatie |
| ------ | ------------- | --------- |
| Goud   | Erik de Bruin | 19,29 m   |
| Zilver | Ron Schenk    | 15,83 m   |
| Brons  | Piet Meijdam  | 15,55 m   |

| rang   | atlete           | prestatie |
| ------ | ---------------- | --------- |
| Goud   | Deborah Dunant   | 15,87 m   |
| Zilver | Tine Schenkels   | 13,96 m   |
| Brons  | Jannet van Noord | 13,52 m   |

### Discuswerpen
| rang   | atleet          | prestatie |
| ------ | --------------- | --------- |
| Goud   | Erik de Bruin   | 60,98 m   |
| Zilver | Marco Versterre | 53,02 m   |
| Brons  | Piet Meijdam    | 52,56 m   |

| rang   | atlete         | prestatie |
| ------ | -------------- | --------- |
| Goud   | Deborah Dunant | 50,10 m   |
| Zilver | Tine Schenkels | 46,16 m   |
| Brons  | Ingrid Suylen  | 46,00 m   |

### Speerwerpen
| rang   | atleet        | prestatie |
| ------ | ------------- | --------- |
| Goud   | Bert Smit     | 72,64 m   |
| Zilver | Marcel Bunck  | 71,98 m   |
| Brons  | Rob ter Horst | 71,10 m   |

| rang   | atlete             | prestatie |
| ------ | ------------------ | --------- |
| Goud   | Lida Berkhout      | 51,64 m   |
| Zilver | Bernadette Fransen | 46,90 m   |
| Brons  | Harriet van Raay   | 43,28 m   |

### Kogelslingeren
| rang   | atleet           | prestatie |
| ------ | ---------------- | --------- |
| Goud   | Peter van Noort  | 62,58 m   |
| Zilver | Wil van Uythoven | 55,34 m   |
| Brons  | Rinus Schreuder  | 52,06 m   |

1904 · 
1908 · 
1909 · 
1910 · 
1911 · 
1912 · 
1913 · 
1914 · 
1915 · 
1917 · 
1918 · 
1919 · 
1920 · 
1921 · 
1922 · 
1923 · 
1924 · 
1925 · 
1926 · 
1927 · 
1928 · 
1929 · 
1930 · 
1931 · 
1932 · 
1933 · 
1934 · 
1935 · 
1936 · 
1937 · 
1938 · 
1939 · 
1940 · 
1941 · 
1942 · 
1943 · 
1944 · 
1946 · 
1947 · 
1948 · 
1949 · 
1950 · 
1951 · 
1952 · 
1953 · 
1954 · 
1955 · 
1956 · 
1957 · 
1958 · 
1959 · 
1960 · 
1961 · 
1962 · 
1963 · 
1964 · 
1965 · 
1966 · 
1967 · 
1968 · 
1969 · 
1970 · 
1971 · 
1972 · 
1973 · 
1974 · 
1975 · 
1976 · 
1977 · 
1978 · 
1979 · 
1980 · 
1981 · 
1982 · 
1983 · 
1984 · 
1985 · 
1986 · 
1987 · 
1988 · 
1989 · 
1990 · 
1991 · 
1992 · 
1993 · 
1994 · 
1995 · 
1996 · 
1997 · 
1998 · 
1999 · 
2000 · 
2001 · 
2002 · 
2003 · 
2004 · 
2005 · 
2006 · 
2007 · 
2008 · 
2009 · 
2010 · 
2011 · 
2012 · 
2013 · 
2014 · 
2015 · 
2016 ·
2017 ·
2018 ·
2019 ·
2020 ·
2021 ·
2022 ·
2023 ·
2024 ·
2025